# Georgía Vassiliádou
Georgía Vassiliádou (grec moderne : Γεωργία Βασιλειάδου), de son vrai nom Georgía Athanasíou, née le 1er janvier 1897 à Athènes et morte le 12 février 1980 à Athènes était une actrice de théâtre et de cinéma grec, spécialisée dans les rôles comiques.

## Théâtre
Georgía Vassiliádou commença sa carrière théâtrale en 1918, dans une production d’Hernani. Elle se spécialisa ensuite dans les opérettes. Elle joua cependant dans la troupe de Maríka Kotopoúli. Après la Seconde guerre mondiale, elle monta ensuite sa propre troupe, en collaboration avec Vassílis Avlonítis et  Níkos Rízos.
Elle fut une des actrices d'Alékos Sakellários sur scène comme à l'écran.

## Filmographie partielle
Georgía Vassiliádou tourna dans de très nombreux films, souvent inspirés des comédies qu'elle jouait au théâtre. Parmi ceux-ci :
- 1930 : Óneiro tou glyptoú
- 1939 : Le Chant du départ
- 1948 : Les Allemands reviennent
- 1951 : Les Quatre Marches
- 1952 : Le Grognon
- 1954 : La Belle d'Athènes
- 1954 : Joyeux Départ
- 1955 : Golfo
- 1957 : La Tante de Chicago
- 1959 : Bouboulina
- 1959 : Astéro
- 1961 : Aliki dans la marine
- 1974 : Pavlos Melas